# Ancient Dreams in a Modern Land
Ancient Dreams in a Modern Land é o quinto álbum de estúdio da cantora e compositora galesa Marina. Foi lançado em vários formatos em 11 de junho de 2021, pela Atlantic Records. Ela começou a compor músicas para o disco em agosto de 2019, cinco meses após o lançamento de seu quarto álbum de estúdio, Love + Fear (2019). O álbum foi produzido por Diamandis, Jennifer Decilveo e James Flannigan; este último colaborou em seu álbum anterior. Musicalmente, Ancient Dreams in a Modern Land é um álbum derivado de gêneros como pop, electropop e dance-pop, com suas letras abordando tópicos como feminismo, aquecimento global, misoginia, desgosto e racismo.
Ancient Dreams in a Modern Land recebeu críticas geralmente positivas dos críticos de música, muitos dos quais o compararam a seus trabalhos anteriores. O álbum foi precedido pelo lançamento de quatro singles: "Man's World", "Purge the Poison", a "faixa homônima" e "Venus Fly Trap" e "Happy Loner", cada um com um videoclipe. Versões remixadas para "I Love You but I Love Me More" com a participação de Beach Bunny e "Highly Emotional People" de Le Sac, foram lançados como singles promocionais. O álbum alcançou a posição 17 na parada de álbuns oficiais do  Reino Unido, enquanto estreou na posição 92 da Billboard 200 dos EUA. Uma edição deluxe do álbum foi lançada em 7 de janeiro de 2022, contendo três novas faixas e duas demos de músicas que apareceram na edição padrão. Foi precedido pelo single promocional "Happy Loner". Para promover o álbum, ela embarcou na Ancient Dreams in a Modern Land Tour, que visitou a América do Norte, América do Sul e a Europa, de fevereiro a novembro de 2022.
Marina confirmou em um show em 23 de maio de 2022 que Ancient Dreams in a Modern Land seria seu último álbum em seu contrato de 14 anos com a Atlantic Records.

## Antecedentes e desenvolvimento
Após o lançamento de seu quarto álbum de estúdio Love + Fear em 2019, Marina embarcou em uma turnê de várias etapas e lançou um extended play (EP) acústico, Love + Fear (Acoustic). Ela também começou a compor músicas para um quinto álbum de estúdio em julho de 2019 e confirmou seus planos por meio de uma postagem no Instagram, em janeiro de 2020. A notícia foi acompanhada pelo lançamento do single da trilha sonora "About Love" em fevereiro, que foi incluído na trilha sonora do filme americano de comédia romântica To All the Boys: PS I Still Love You (2020). Para o álbum, Marina trabalhou com vários colaboradores, como ela anunciou em suas redes sociais em 2019, buscando recomendações de seus fãs e amigos. Alguns dos colaboradores incluíram a diretora Alexandra Gavillet, o fotógrafo Coughs e a produtora Jennifer Decilveo.
As sessões de composição ocorreram na casa de Marina em West Hollywood, onde Decilveo se refere como "o verdadeiro negócio e, neste estranho mercado pop, é revigorante ter alguém com letras que vão contra a corrente". Ela afirmou em uma sessão de perguntas e respostas feita em abril de 2020 que havia escrito 70% do disco. Em junho de 2021, ela confirmou ao The New York Times que ela e seu namorado Jack Patterson terminaram seu relacionamento de cinco anos e meio durante a pandemia. Diferentemente de seu antecessor, Ancient Dreams In a Modern Land foi escrito exclusivamente por Marina e ela coproduziu cinco faixas. As faixas "Man's World" e "Pandora's Box" foram escritas entre o final de 2019 e início de 2020, enquanto o resto do álbum foi concebido durante a pandemia de COVID-19.

## Composição

### Temas e conceito
Ancient Dreams in a Modern Land é descrito como um álbum pop, eletropop e dance-pop. Durante as sessões de composição para o álbum, Marina foi motivada pelos maus-tratos a mulheres e indivíduos LGBT ao longo da história e se inspirou ainda mais nos julgamentos das bruxas de Salém. Outras músicas tiveram uma inspiração mais pessoal, algumas delas focando no término do relacionamento. O álbum aborda temas como feminismo, aquecimento global, misoginia, desgosto e racismo. As letras das músicas são prolixas e apresentam mais "energia e atitude" do que as músicas de Love + Fear. Sobre essa mudança, Marina disse que "havia uma certa parcela da minha base de fãs que não se conectava tanto porque [Love + Fear] era um disco muito mais sofisticado e brilhante" e as opiniões deles impactaram sua decisão de fazer um "disco selvagem e cru" como seu sucessor. Nick Levine, da NME, escreveu que Ancient Dreams in a Modern Land "também pode ser seu disco mais pessoal".

### Estrutura musical e conteúdo lírico
O álbum abre com a faixa-título, uma música pop rock, disco e electropop com uma batida no estilo glam rock. Danielle Chelosky, redatora do Stereogum, comparou-o a canção "Womanizer" (2008), de Britney Spears. De acordo com Tristan Kinnett, do Mxdwn, a letra da música mostra Marina imaginando "a possibilidade de deixar sua forma terrena para trás". Ela canta o refrão (“Eu não sou meu corpo, nem minha mente ou meu cérebro / Nem meus pensamentos ou sentimentos, eu não sou meu DNA”) em um vibrato agudo. "Venus Fly Trap" é uma canção pop influenciada pelo funk. O refrão consiste em Marina perguntando: “Por que ser uma Solitária se você pode ser uma Dioneia?” Outras letras da música são "inesperadamente" pessoais, particularmente “Eu sei que o dinheiro não é importante e isso não significa que você seja o melhor / Mas eu conquistei tudo sozinha e eu sou uma milionária”
A faixa seguinte e primeiro single, "Man's World", foi descrita como um hino pop alternativo melódico e sonhador. Apoiada por uma performance de piano de Marina, ela critica o comportamento dos homens em relação às mulheres e às minorias. Algumas letras fazem referência à ex-atriz Marilyn Monroe ou a assuntos polêmicos, como Hassanal Bolkiah, o atual sultão de Brunei. Marina critica Bolkiah e menciona o Beverly Hills Hotel, de sua propriedade, onde faz referência a "um xeique que matou milhares de homens gays" e conclui: “Acho que é por isso que ele comprou o hotel mais chique de Los Angeles”. Derrick Rossignol, do Uproxx, disse que o refrão da música ("A mãe natureza está morrendo, ninguém está ganhando / Eu não quero mais viver no mundo dos homens") confirma que "Marina fez o que disse", em relação à sua decisão de trabalhar com musicistas femininas em seu quinto álbum.
"Purge the Poison" foi chamada de "uma espécie de hino do Dia da Terra" por Gab Ginsberg, da Billboard, devido às letras que falam da mudança climática.
Vários críticos fizeram comparações entre as canções de Ancient Dreams in a Modern Land e os álbuns mais antigos de Marina. A Entertainment Weekly chamou "Purge the Poison" de um "retorno" para The Family Jewels (2010). Além disso, Keaton Bell da Vogue disse que a letra de "Man's World" era semelhante à de "Savages" de seu terceiro álbum, Froot (2015). Além disso, Dimitra Gurduiala da Atwood Magazine disse que "Savages" é uma obra-prima de uma música que faltava em Love + Fear, mas que "Purge the Poison" sugeria um retorno a esse tipo de era para Marina.

## Promoção
Em 14 de abril de 2021, Marina confirmou Ancient Dreams in a Modern Land como o nome do álbum e revelou sua lista completa de faixas. Ele foi disponibilizado para encomenda no mesmo dia, com uma data de lançamento prevista para 11 de junho de 2021. Foi lançado para download e streaming digital, e fisicamente como um CD e três fitas cassete exclusivas e colecionáveis. Ela também fez uma prévia de "New America" duas semanas antes do lançamento do álbum, compartilhando um trecho de seu áudio através de suas contas nas redes sociais. Em 3 de dezembro de 2021, ela confirmou através de suas mídias sociais que uma versão deluxe do álbum seria lançado. O álbum está planejado para ser lançado em 7 de janeiro de 2022, contendo duas canções retiradas da tracklist original, uma nova faixa e duas demos. A pré-venda foi colocada logo em seguida após o anúncio, com "Happy Loner" sendo disponibilizado e servindo como primeiro single promocional do relançamento.

### Singles
Ancient Dreams in a Modern Land foi precedido pelo lançamento de três singles. O single principal, "Man's World", estreou em 18 de novembro de 2020, dois meses depois de Marina tocar uma música diferente e inédita intitulada "Happy Loner" (adicionada tempos depois na tracklist de relançamento do álbum). Originalmente, ela pretendia lançar "Man's World" em abril de 2020, para coincidir com sua apresentação no Coachella Valley Music and Arts Festival, mas o cancelamento do festival devido à pandemia de COVID-19 impediu-a. Comercialmente, atingiu as classificações mais baixas das tabelas de downloads e vendas da Official Charts Company, e uma das 40 primeiras na Nova Zelândia. O videoclipe que acompanha foi dirigido por Alexandra Gavillet e inspirado nas obras neoclássicas do pintor inglês John William Godward. Remixes da música de Muna e Empress Of com Pabllo Vittar foram lançados em janeiro e fevereiro de 2021, respectivamente.
"Purge the Poison" foi lançado como o segundo single do álbum em 14 de abril de 2021, junto com o anúncio do álbum. Ela já havia compartilhado uma prévia da música em uma postagem de mídia social de maio de 2020, onde ela visualizou uma demo inicial e algumas de suas letras. Seu videoclipe estreou simultaneamente, apresentando Marina em vários trajes cintilantes e coloridos. Para promover o single, Marina criou um site intitulado AllMyFriendsAreWitches.com, onde os fãs podiam receber atualizações sobre o álbum. Uma versão alternativa da música, com um novo verso de Nadia Tolokonnikova do Pussy Riot, foi lançada em 5 de maio.
Marina brincou com um trecho da faixa-título do álbum em sua conta do Twitter em 11 de maio de 2021, antes de anunciar que se tornaria o terceiro single do álbum. Foi lançado em 19 de maio, coincidindo com a notícia de que Marina participará de um concerto concerto livestreaming, Ancient Dreams: Live from the Desert, transmitido em 12-13 de junho de 2021.

## Recepção critica
| Críticas profissionais | Críticas profissionais |
| Pontuações agregadas   | Pontuações agregadas   |
| Fonte                  | Avaliação              |
| ---------------------- | ---------------------- |
| AnyDecentMusic?        | 7.6/10                 |
| Metacritic             | 77/100                 |
| AOTY                   | 77/100                 |
| Avaliações da crítica  |                        |
| Fonte                  | Avaliação              |
| The Arts Desk          | [ 14 ]                 |
| Clash                  | 8/10                   |
| Dork                   | [ 24 ]                 |
| Gigwise                | [ 11 ]                 |
| The Line of Best Fit   | 8/10                   |
| musicOMH               | [ 63 ]                 |
| NME                    | [ 16 ]                 |
| The Observer           | [ 21 ]                 |
| Pitchfork              | 6.6/10                 |
| Under the Radar        | [ 12 ]                 |

Ancient Dreams in a Modern Land recebeu críticas positivas dos críticos de música. No Metacritic, que atribui uma classificação normalizada de 100 às resenhas de publicações convencionais, o álbum recebeu uma pontuação média ponderada de 79 com base em 8 resenhas, indicando "resenhas geralmente favoráveis". Thomas H. Green, do Arts Desk, considerou Ancient Dreams in a Modern Land o melhor álbum de Marina, em parte por causa de sua recém-descoberta "taga[relice]". Ele o chamou de "álbum escandalosamente agradável" e ficou satisfeito que sua recente mudança para Los Angeles não resultou em uma direção musical que ele chamou de "suave da Califórnia". Jessica Fynn, da Clash, sentiu que o álbum refletia o desejo de Marina de "recuperar seu senso de identidade", além de seu "instinto natural para compor e sua resistência de leão"; ela também comparou as canções "Venus Fly Trap", "Man's World" e "I Love You but I Love Me More" por relembrar sua era "descontroladamente desafiadora e maravilhosamente juvenil" Electra Heart. Vicky Greer, uma colaboradora do Gigwise, elogiou a autenticidade de Marina, escrevendo que suas letras "te dão um tapa na cara enquanto você dança"; ela notou um aumento no uso de mensagens políticas no álbum, mas no final o considerou poderoso e um candidato aos melhores álbuns do ano.
Red Dziri do The Line of Best Fit sentiu que Ancient Dreams in a Modern Land consistia em dois mini-álbuns, com a primeira metade sendo "sócio-politicamente carregada" e a segunda consistindo de "narrativas íntimas mais ternas". Ele também gostou do "senso de confiança conquistado a duras penas" e da "marca registrada do glam teatral", após Love + Fear. De acordo com Abigail Firth da Dork, Marina se leva muito a sério no álbum, ao contrário de sua direção em The Family Jewels e Electra Heart. No entanto, ela gostou das baladas do álbum ("Highly Emotional People" e "Flowers") e das referências ao catálogo de canções de Marina.

## Lista de músicas
Créditos adaptados das notas do encarte do álbum. Todas as faixas são escritas pela Marina.
| N.º            | Título                            | Produtor(es)                     | Duração |  |
| 1.             | "Ancient Dreams in a Modern Land" | Marina Diamandis James Flannigan | 3:26    |  |
| 2.             | "Venus Fly Trap"                  | Diamandis Flannigan              | 2:38    |  |
| 3.             | "Man's World"                     | Jennifer Decilveo Diamandis      | 3:28    |  |
| 4.             | "Purge the Poison"                | Decilveo                         | 3:16    |  |
| 5.             | "Highly Emotional People"         | Flannigan                        | 3:34    |  |
| 6.             | "New America"                     | Diamandis Flannigan              | 3:52    |  |
| 7.             | "Pandora's Box"                   | Diamandis Flannigan              | 3:32    |  |
| 8.             | "I Love You but I Love Me More"   | Decilveo                         | 3:43    |  |
| 9.             | "Flowers"                         | Flannigan                        | 3:54    |  |
| 10.            | "Goodbye"                         | Flannigan                        | 4:42    |  |
| Duração total: | Duração total:                    | Duração total:                   | 36:07   |  |

| Faixas bônus da edição deluxe |                                                 |                     |         |  |
| N.º                           | Título                                          | Produtor(es)        | Duração |  |
| 11.                           | "Happy Loner"                                   | Diamandis Flannigan | 3:13    |  |
| 12.                           | "Pink Convertible"                              |                     | 3:41    |  |
| 13.                           | "Free Woman"                                    |                     | 3:39    |  |
| 14.                           | "Venus Fly Trap" (versão demo)                  |                     | 2:36    |  |
| 15.                           | "Ancient Dreams in a Modern Land" (versão demo) |                     | 3:24    |  |

## Créditos e pessoal
Créditos adaptados do Genius e Tidal.
Gestão
Publicado pela Atlantic Records e Neon Gold
Músicos & Técnico
| - Marina Diamandis — artista principal, vocais (todas as faixas), letrista, compositora (todas as faixas); produtora (faixas 1, 2, 3, 6–7); piano (faixa 3) - James Flannigan — produtor, programação, instrumentação (faixas 1, 2, 5, 6, 7, 9–11); produtor vocal (faixa 2) - Jennifer Decilveo — produtora (faixas 3, 4, 8) ; vocais de fundo (faixas 3, 8) ; programador de bateria, teclados, sintetizador (faixas 3, 4, 8); engenheiro de gravação, produtora vocal (faixa 8) - Alex Reeves — bateria (faixas 1, 2) - Marco Pasquariello — engenheiro de gravação de bateria (faixas 1, 2) - Jack Garratt — baixo, guitarra (faixa 2) - John O’Mahony — (faixas 1, 2, 4, 5, 6, 7, 8–10) - Greg Calbi — mestre (faixas 1, 2, 4, 5, 6, 7, 8, 9, 10) - Jacob Johnston — engenheiro assistente (faixa 3) - Nick Brumme — engenheiro assistente (faixa 3) - Cian Riordan — engenheiro de gravação (faixa 3) | - Dan Grech — engenheiro de mixagem (faixa 3) - Emily Lazar — engenheiro de masterização (faixa 3) - Patrick Kelly — baixo (faixas 3, 4, 8) - Sam Kauffman-Skloff — bateria (faixas 3, 4, 8) - Matt Harris — editor vocal (faixas 4, 5, 9) - Andrew Lappin — engenheiro de gravação (faixas 4, 8) - Paul Frith — latão (faixa 6) - Louie Diller — bateria (faixa 6) - Justin Long — engenheiro de gravação de bateria (faixa 6) - Jonathan Dreyfus — instrumento de cordas (faixas 6, 10) - David Levita — guitarra (faixa 8) - James Flannigan — programação (faixa 10) |

## Histórico de lançamento
| Região | Data                    | Formato                               | Versão | Gravadora | Ref.                 |
| ------ | ----------------------- | ------------------------------------- | ------ | --------- | -------------------- |
| Várias | 11 de junho de 2021     | CD Download digital streaming cassete | Padrão | Atlantic  | [ 37 ] [ 38 ] [ 69 ] |
| Várias | 7 de janeiro de 2022    | Download digital streaming            | Deluxe | Atlantic  | [ 41 ]               |
| Várias | 25 de fevereiro de 2022 | LP                                    | Padrão | Atlantic  | [ 70 ]               |